# مکتب کپنهاگ (روابط بین‌الملل)
مکتب کپنهاگ در مطالعات امنیتی یک مکتب فکری است که در کتاب باری بوزان به نام «مردم، دولت‌ها و هراس: مسئله امنیت ملی در روابط بین‌الملل»، که اولین بار در سال ۱۹۸۳ انتشار یافت، ریشه دارد. مکتب کپنهاگ تأکید خاصی بر جنبه‌های اجتماعی امنیت دارد. «باری بوزان»، «اولی ویور» و «جاپ دو ویلد» از جمله نظریه پردازان این مکتب هستند. بسیاری از اعضای این مکتب در مؤسسه تحقیقات صلح کپنهاگ فعالیت کرده‌اند. برجسته‌ترین منتقد مکتب کپنهاگ بیل مک سوینی محسوب می‌شود.
کتاب اصلی مکتب کپنهاگ امنیت: چهارچوب تازه‌ای برای تحلیل نوشته باری بوزان، اولی ویور و جاپ دو ویلد، محسوب می‌شود.
این نظریه بر سه مفهوم کلیدی تمرکز دارد:
1. بخش‌ها
2. مجموعه‌های امنیتی منطقه‌ای
3. امنیتی کردن

## پی‌نوشت‌ها
1. ↑  ابراهیمی، نبی الله، (۱۳۸۶)، تأملی بر مبانی و فرهنگ مکتب کپنهاگ، فصلنامه سیاست خارجی، تابستان ۱۳۸۶، شماره ۸۲، صفحه ۴۳۹ تا ۴۵۸.
2. ↑  نصری، قدیر (۱۳۸۱)، مکتب کپنهاگ: مبانی نظری و موازین عملی، مطالعات دفاعی و امنیتی، زمستان ۱۳۸۱، شماره ۳۳، صفحه - از ۳۳ تا ۵۸.
3. ↑  فصلنامه مطالعات راهبردی (۱۳۷۹)، گفتگوی علمی: آشنایی با مکتب کپنهاگ در حوزه مطالعات امنیتی، فصلنامه مطالعات راهبردی، پائیز ۱۳۷۹، شماره ۹، صفحه ۹ تا ۱۶.